# Храм Радхи-Партхасаратхи (Дели)
Храм Ра́дхи-Партхаса́ратхи в Де́ли (англ. Sri Sri Radha Parthasarathi Mandir, хинди श्री श्री राधा पर्थसरथि मन्दिर, также известен как Храм ИСККОН в Дели, англ. ISKCON Delhi temple) — храмовый комплекс Международного общества сознания Кришны (ИСККОН) в Восточном Кайлаше, Нью-Дели, Индия. Посвящён Радхе и Кришне. Один из крупнейших и самых известных храмов ИСККОН в Индии.

## История
Инаугурацию храма в мае 1998 года провёл тогдашний Премьер-министр Индии Атал Бихари Ваджпаи. Главным архитектором проекта храма был известный индийский архитектор Ачьют Канвинде. Проект храма он сделал бесплатно, как услугу кришнаитам.

## Фестивали
В дни крупных индуистских фестивалей храм посещают десятки тысяч верующих. Так, в 18 августа 2014 года, во время празднования Джанмаштами (дня явления Кришны), храм (по подсчётам организаторов фестиваля) посетили 700 тыс. гостей, среди них — ряд официальных лиц: министр здравоохранения и социального обеспечения Индии Харш Вардхан, член Раджья сабхи Амар Сингх, лидер делийского отделения партии «Бхаратия джаната парти» Сатиш Упадхьяй, глава Департамента налогов и сборов Министерства финансов Индии Пурна Кишор Саксена, политик и актриса Джаяпрада, а также генеральные директора ряда крупных индийских компаний. Перед почётными гостями праздника выступил один из лидеров ИСККОН Гопал Кришна Госвами, который рассказал им о деятельности ИСККОН в Индии и за рубежом.
19 августа 2014 года, в день рождения основателя ИСККОН Бхактиведанты Свами Прабхупады (1896—1977), храм посетил видный индийский государственный и общественный деятель Лал Кришна Адвани (в разное время он занимал посты заместителя премьер-министра, министра внутренних дел и лидера «Бхаратия джаната парти» в парламенте). Лал Кришна Адвани выступил с речью и принял участие в церемонии абхишеки статуи Бхактиведанты Свами Прабхупады.